# Stenten Mølle
Stenten Mølle (tysk: Stenten-Mühle) er en gammel vandmølle i Okslev (ty. Owschlag) syd for Slesvig by.
Dele af de nuværende møllebygninger i bindingsværk er fra 1699. Vandmøllen er bygningsfredet. I dag er der indrettet fire ferielejligheder i møllen.
Under Treårskrigen fandt der i 1850 en mindre fægtning sted ved møllen, idet danske tropper på rekognoscering stødte sammen med fjendtlige styrker.